# Plażowa piłka ręczna

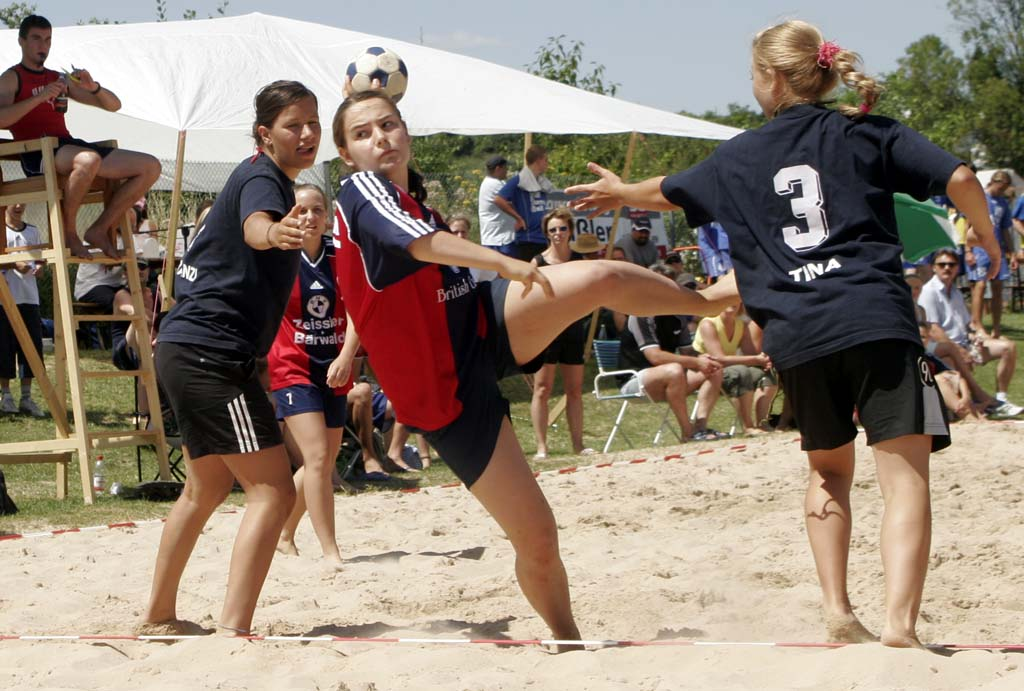
Atak

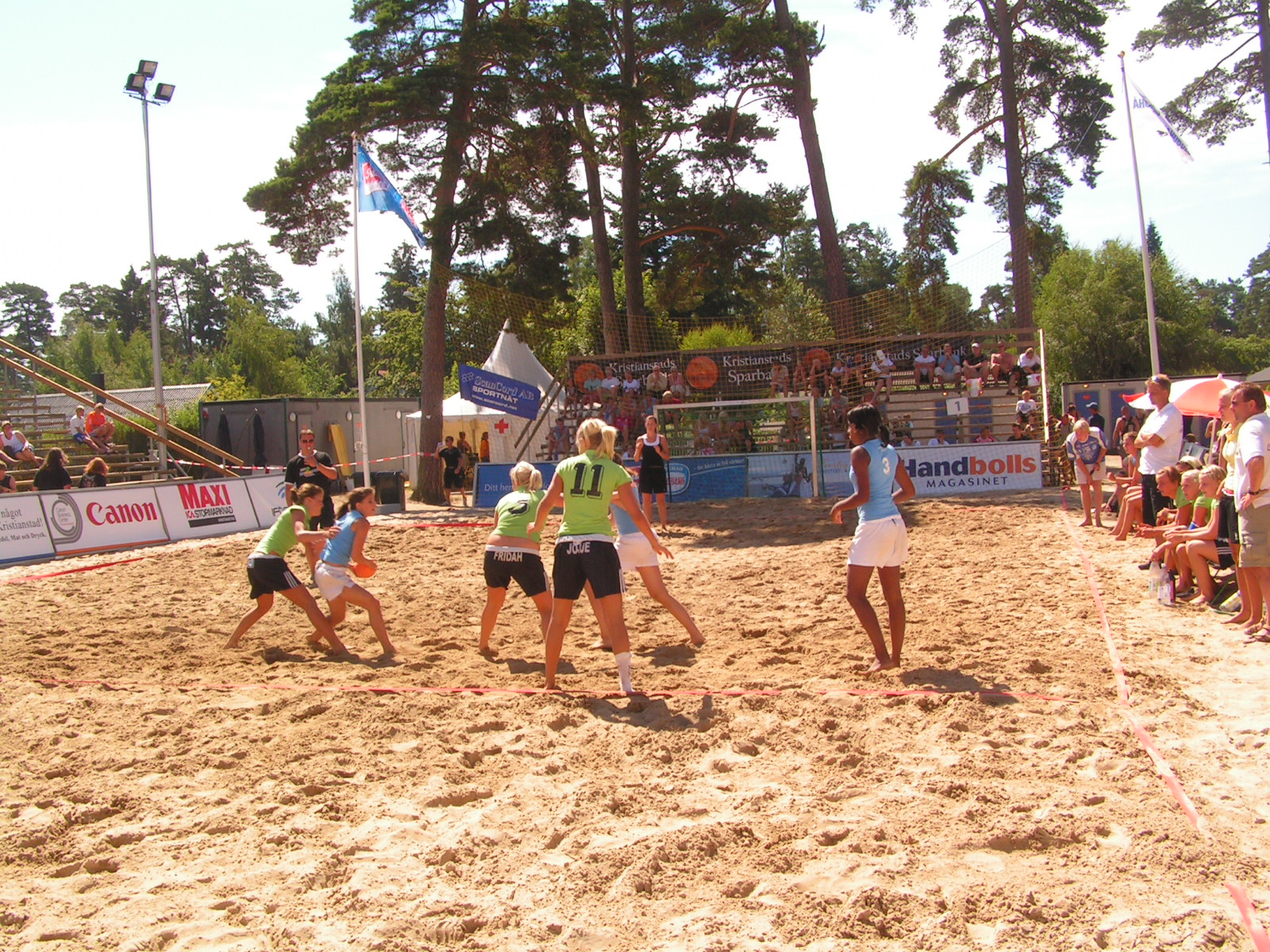
Plażowa piłka ręczna

Plażowa piłka ręczna jest odmianą piłki ręcznej.
Pierwszy turniej rozegrano 20 lipca 1992 roku na plaży św. Antoniego w Ponza, co stanowi oficjalną datę narodzin tej dyscypliny sportu. W założeniu miała być połączeniem sportu i zabawy. Z biegiem czasu została jednak zauważona przez Międzynarodową Federację Piłki Ręcznej, która w 1994 roku stworzyła pierwszą "oficjalną" wersję przepisów gry. Od tego czasu plażowa piłka ręczna dynamicznie rozwija się na całym świecie zdobywając coraz większą popularność. Stała się oficjalną dyscypliną sportową z własnymi zasadami i mistrzostwami.
Rywalizacja toczy się między dwoma zespołami, z których każdy składa się z 3 zawodników i 1 bramkarza. Mecz trwa 2 połowy po 10 minut każda, a w każdej z nich trzeba wyłonić zwycięzcę. Gra się używając rąk, dozwolone jest "rzucanie się" na piłkę. Boisko do gry ma wymiary 27 x 12 metrów, a jego nawierzchnię stanowi piasek. W trakcie meczu zdobywa się bramki, z których "zwykła bramka" to 1 punkt, a "spektakularna bramka" to 2 punkty. Te bramki decydują, która drużyna wygra konkretną połowę meczu. Mecz natomiast wygrywa ta drużyna, która zdobędzie więcej tzw. "punktów meczowych" (wygranie połowy meczu = 1 punkt meczowy; wygranie dwóch połówek = 2 punkty meczowe). Dogrywki odbywają się w tzw. systemie "SHOOT-OUT". 
W Polsce od kilku lat rozgrywane są oficjalne Mistrzostwa Polski pod patronatem Związku Piłki Ręcznej w Polsce. Aktualnym Mistrzem Polski (sezon 2022) w tej dyscyplinie jest zespół BHT Petra Płock (mężczyźni) oraz BHT Conkret Byczki Kowalewo Pomorskie (kobiety). Obok Mistrzostw Polski rozgrywany jest także turniej o Puchar Polski. Zdobywcami Pucharu Polski 2023 są aktualni mistrzowie BHT Petra Płock (mężczyźni) oraz BHT Conkret Byczki Kowalewo Pomorskie (kobiety).
- Mistrzostwa Azji w plażowej piłce ręcznej
- Mistrzostwa Europy w plażowej piłce ręcznej